# Стадионная серия НХЛ 2023
Стадионная серия 2023 — матч регулярного чемпионата НХЛ сезона 2022/2023 между командами «Каролина Харрикейнз» и «Вашингтон Кэпиталз», который состоялся 18 февраля 2023 года в Роли.

## Предыстория
О проведении матча было объявлено в марте 2022 года. Первоначально «Стадионная серия» в Роли должна была состоятся 20 февраля 2021 года, однако она была перенесена из-за пандемии COVID-19.
«Вашингтон» в 4-й раз в своей истории принял участие в матче под открытым небом. В предыдущих трёх матчах, клуб одержал три победы. Две в рамках «Зимней классики» (2011, 2015) и одну в Стадионной серии 2018.
Для «Каролины» этот матч стал первым на открытом воздухе.

## Стадион
«Картер-Финли Стэдиум» является футбольным стадионом, на котором свои домашние матчи проводит команда по американскому футболу Университета штата Северная Каролина выступающая в Конференции атлантического побережья входящей в Национальную ассоциацию студенческого спорта. Стадион способен вмещать на футбольных матчах около 57 тыс. зрителей.

## Турнирное положение перед матчем
Перед матчем «Каролина Харрикейнз» провела в сезоне 2022/23 54 встречи, в которых одержала 35 побед, потерпела 18 поражений (включая 8 в дополнительное время) и с 80 очками занимала 1-е место в Столичном дивизионе.
«Вашингтон Кэпиталз» провёл 57 матчей, в которых одержал 28 побед, потерпел 29 поражений (6 из которых в дополнительное время) и с 62 очками занимал 6-е место в Столичном дивизионе.  
Этот матч стал третьей встречей этих двух команд в сезоне 2022/23. Первая состоялась 31 октября 2022 года и завершилась победой по буллитам «Харрикейнз» со счётом 3:2. Вторая прошла 14 февраля и также закончилась победой «ураганов» со счётом 3:2.

## Составы команд

### «Каролина Харрикейнз»
| №          | Игрок              | Страна                    | Хват    | Дата рождения    | Рост (см) | Вес (кг) |
| Вратари    | Вратари            | Вратари                   | Вратари | Вратари          | Вратари   | Вратари  |
| ---------- | ------------------ | ------------------------- | ------- | ---------------- | --------- | -------- |
| 31         | Фредерик Андерсен  | Дания                     | Левый   | 2 октября 1989   | 192       | 104      |
| 32         | Антти Раанта       | Финляндия                 | Левый   | 12 мая 1989      | 183       | 88       |
| Защитники  |                    |                           |         |                  |           |          |
| 5          | Джейлен Чатфилд    | Соединённые Штаты Америки | Правый  | 15 мая 1996      | 185       | 85       |
| 8          | Брент Бёрнс        | Канада                    | Правый  | 9 марта 1985     | 196       | 104      |
| 22         | Бретт Пеши         | Соединённые Штаты Америки | Правый  | 15 ноября 1994   | 191       | 91       |
| 44         | Келвин Де Хаан     | Канада                    | Левый   | 9 мая 1991       | 185       | 89       |
| 74         | Джейккоб Слэвин    | Соединённые Штаты Америки | Левый   | 1 мая 1994       | 191       | 93       |
| 76         | Брэди Шей          | Соединённые Штаты Америки | Левый   | 26 марта 1994    | 191       | 93       |
| Нападающие |                    |                           |         |                  |           |          |
| 11         | Джордан Стаал — К  | Канада                    | Левый   | 10 сентября 1988 | 193       | 100      |
| 20         | Себастьян Ахо      | Финляндия                 | Левый   | 26 июля 1997     | 181       | 78       |
| 21         | Дерек Степан       | Соединённые Штаты Америки | Правый  | 18 июня 1990     | 183       | 89       |
| 23         | Стефан Ноусен      | Соединённые Штаты Америки | Правый  | 12 февраля 1993  | 185       | 93       |
| 24         | Сет Джарвис        | Канада                    | Правый  | 1 февраля 2002   | 178       | 79       |
| 26         | Пол Штястны        | Соединённые Штаты Америки | Левый   | 27 декабря 1985  | 183       | 93       |
| 37         | Андрей Свечников   | Россия                    | Левый   | 26 марта 2000    | 191       | 83       |
| 48         | Джордан Мартинук   | Канада                    | Левый   | 25 июля 1992     | 183       | 92       |
| 71         | Йеспер Фаст        | Швеция                    | Правый  | 2 декабря 1991   | 182       | 86       |
| 82         | Йеспери Котканиеми | Финляндия                 | Левый   | 6 июля 2000      | 188       | 85       |
| 86         | Теуво Терявяйнен   | Финляндия                 | Левый   | 11 сентября 1994 | 180       | 81       |
| 88         | Мартин Нечас       | Чехия                     | Правый  | 15 января 1999   | 185       | 76       |

### «Вашингтон Кэпиталз»
| №          | Игрок               | Страна                    | Хват    | Дата рождения    | Рост (см) | Вес (кг) |
| Вратари    | Вратари             | Вратари                   | Вратари | Вратари          | Вратари   | Вратари  |
| ---------- | ------------------- | ------------------------- | ------- | ---------------- | --------- | -------- |
| 35         | Дарси Кемпер        | Канада                    | Левый   | 5 мая 1990       | 195       | 93       |
| 79         | Чарли Линдгрен      | Соединённые Штаты Америки | Правый  | 18 декабря 1993  | 185       | 83       |
| Защитники  |                     |                           |         |                  |           |          |
| 3          | Ник Дженсен         | Соединённые Штаты Америки | Правый  | 21 сентября 1990 | 183       | 88       |
| 9          | Дмитрий Орлов       | Россия                    | Левый   | 23 июля 1991     | 181       | 96       |
| 42         | Мартин Фегервари    | Словакия                  | Левый   | 6 октября 1999   | 188       | 88       |
| 52         | Мэтт Ирвин          | Канада                    | Левый   | 29 ноября 1987   | 185       | 94       |
| 56         | Эрик Густафссон     | Швеция                    | Левый   | 14 марта 1992    | 183       | 89       |
| 57         | Тревор Ван Римсдайк | Соединённые Штаты Америки | Правый  | 24 июля 1991     | 188       | 85       |
| Нападающие |                     |                           |         |                  |           |          |
| 15         | Сонни Милано        | Соединённые Штаты Америки | Левый   | 12 мая 1996      | 183       | 88       |
| 17         | Дилан Строум        | Канада                    | Левый   | 7 марта 1997     | 190       | 84       |
| 19         | Никлас Бекстрём     | Швеция                    | Левый   | 23 ноября 1987   | 184       | 97       |
| 20         | Ларс Эллер          | Дания                     | Левый   | 8 мая 1989       | 186       | 94       |
| 21         | Гарнет Хэтэуэй      | Соединённые Штаты Америки | Правый  | 23 ноября 1991   | 188       | 94       |
| 39         | Энтони Манта        | Канада                    | Левый   | 16 сентября 1994 | 195       | 102      |
| 43         | Том Уилсон          | Канада                    | Правый  | 29 марта 1994    | 193       | 98       |
| 73         | Конор Шири          | Соединённые Штаты Америки | Левый   | 6 августа 1992   | 173       | 79       |
| 77         | Ти Джей Оши         | Соединённые Штаты Америки | Правый  | 23 декабря 1986  | 180       | 86       |
| 90         | Маркус Юханссон     | Швеция                    | Левый   | 6 октября 1990   | 181       | 95       |
| 92         | Евгений Кузнецов    | Россия                    | Левый   | 19 мая 1992      | 186       | 87       |
| 96         | Николя Обе-Кюбель   | Канада                    | Правый  | 10 мая 1996      | 180       | 85       |

## Матч
Счёт в матче открыл нападающий хозяев Йеспери Котканиеми, поразив ворота Дарси Кемпера на 3-й минуте первого периода. Во втором периоде «Каролина» забрасывает ещё три безответные шайбы. В третьем периоде нападающий «Кэпиталз» Том Уилсон забрасывает единственную шайбу своей команды. «Каролина Харрикейнз» одерживает победу со счётом 4:1, а «Вашингтон Кэпиталз» проигрывает 4-й матч подряд в сезоне. Капитан «столичных» Александр Овечкин не принимал участия в матче по семейным обстоятельствам.
| 18 февраля 2023 20:00 | Каролина Харрикейнз | 4 : 1 (1:0, 3:0, 0:1) | Вашингтон Кэпиталз | Картер-Финли Стэдиум, Роли Зрителей: 56 961 |

| Отчёт | Отчёт                         | Отчёт                          | Отчёт        | Отчёт                                                                             |
| --- | ----------------------------- | ------------------------------ | ------------ | --------------------------------------------------------------------------------- |
| |                               |                                |              |                                                                                   |
| | Фредерик Андерсен             | Вратари                        | Дарси Кемпер | Судьи: Жюстин Сан-Пьер Фредерик Л’Экюйе Линейные судьи: Джеймс Тобиас Райан Дейзи |
| | Голы:                         |                                |              | Судьи: Жюстин Сан-Пьер Фредерик Л’Экюйе Линейные судьи: Джеймс Тобиас Райан Дейзи |
| Йеспери Котканиеми — 02:11 (Т. Терявяйнен, М. Нечас) Пол Штястны — 25:47 (Дж. Чатфилд, Дж. Мартинук) Мартин Нечас (бол.) — 28:48 (Б. Бёрнс, Й. Котканиеми) Теуво Терявяйнен — 31:17 (М. Нечас, Ф. Андерсен) | 1 : 0 2 : 0 3 : 0 4 : 0 4 : 1 | 50:32 — Том Уилсон (С. Милано) |              | Судьи: Жюстин Сан-Пьер Фредерик Л’Экюйе Линейные судьи: Джеймс Тобиас Райан Дейзи |
| |                               |                                |              | Судьи: Жюстин Сан-Пьер Фредерик Л’Экюйе Линейные судьи: Джеймс Тобиас Райан Дейзи |
| |                               |                                |              | Судьи: Жюстин Сан-Пьер Фредерик Л’Экюйе Линейные судьи: Джеймс Тобиас Райан Дейзи |
| |                               |                                |              | Судьи: Жюстин Сан-Пьер Фредерик Л’Экюйе Линейные судьи: Джеймс Тобиас Райан Дейзи |
| 9 мин | Штраф                         | 13 мин                         |              | Судьи: Жюстин Сан-Пьер Фредерик Л’Экюйе Линейные судьи: Джеймс Тобиас Райан Дейзи |
| |                               |                                |              |                                                                                   |
| | 35                            | Броски                         | 25           |                                                                                   |

### Три звезды матча
1. Мартин Нечас («Каролина Харрикейнз») — 3 (1+2) очка;
2. Теуво Терявяйнен («Каролина Харрикейнз») — 2 (1+1) очка;
3. Фредерик Андерсен («Каролина Харрикейнз») — 24 сейва.